# Варбург, Макс
Макс Мо́риц Ва́рбург (нем. Max Moritz Warburg; 5 июня 1867, Гамбург, Германия — 26 декабря 1946, Нью-Йорк, США) — немецкий финансист еврейского происхождения. Директор гамбургского банка «М.М. Варбург & Ко».

## Биография
Макс Варбург родился в 1867 году, в семье крупного немецкого банкира Морица М. Варбурга. Его братья Пол и Феликс сделали себе карьеру в финансовой среде, а первенец семьи Аби прославился как искусствовед.
В 1889 году Макс женился на Элис Магнус (англ. Alice Magnus). У них родился сын Эрик (1900—1990) и четыре дочери.
С 1910 по 1938 год Макс Варбург осуществлял руководство над банком «М. М. Варбург & Ко».
В 1919 году Варбург был одним из членов немецкой делегации на переговорах по перемирию, и выступал против принятия Версальского договора. Известны его слова, обращённые к рейхсканцлеру: «Несмотря на то, что мой единственный сын через четыре недели может оказаться в окопах, я настойчиво прошу вас не соглашаться на перемирие, по крайней мере сейчас».
Кроме того, Макс Варбург состоял в правлении промышленного конгломерата IG Farben, до того как был отстранен от руководства в связи с ужесточением немецкого законодательства по отношению к компаниям, членами правления которых являлись евреи.
В 1938 году Варбург уехал из Германии в Соединенные Штаты по совету Яльмара Шахта.
Макс Варбург также увлекался коллекционированием. Известно, к примеру, о покупке им в 1891 году на аукционе в Лейпциге страницы рукописи А. С. Пушкина.